# 5576 Albanese
Az 5576 Albanese (ideiglenes jelöléssel 1986 UM1) a Naprendszer kisbolygóövében található aszteroida. CERGA fedezte fel 1986. október 26-án.